# ایتالیا در المپیک تابستانی ۱۹۲۰
ایتالیا در بازی‌های المپیک تابستانی ۱۹۲۰ که در شهر آنتورپ بلژیک برگزار شد، کاروان ایتالیا با ۱۷۴ ورزشکار در این رقابت‌ها شرکت کرد و موفق به کسب ۲۳ مدال (۱۳ طلا، ۵ نقره، ۵ برنز) شد. در جدول رتبه‌بندی توزیع مدال‌ها، ایتالیا در ردهٔ ۷ مسابقات قرار گرفت.